# Lục quân Đế quốc Áo-Hung
Lục quân Đế quốc Áo-Hung là lực lượng lục quân của Đế quốc Áo-Hung tồn tại từ năm 1867 khi đế quốc này được thành lập cho đến năm 1918 khi đế quốc này tan rã sau thất bại trong Chiến tranh thế giới thứ nhất trước khối Hiệp ước.
Đế quốc Áo-Hung là một nền quân chủ nhị nguyên kết hợp giữa Đế quốc Áo và Vương quốc Hungary nên lục quân nước này được cấu thành từ ba lực lượng độc lập nhưng có sự liên kết với nhau là Lục quân Liên hợp (Tiếng Đức: Gemeinsame Armee), lực lượng chung của Áo và Hungary tuyển mộ từ khắp đế quốc; Lục quân Áo (Tiếng Đức: k.k. Landwehr) tuyển mộ từ vùng Cisleithania, vùng nói tiếng Đức của đế quốc; và Lục quân Hungary (Tiếng Hungary: Magyar Királyi Honvédség) tuyển mộ từ vùng Transleithania.
Một trong những vấn đề lớn nhất của Lục quân Đế quốc Áo-Hung là tính chất đa sắc tộc của lực lượng này, với tổng cộng mười một dân tộc: người Áo-Đức, người Hungary, người Ý, người România, người Séc, người Slovakia, người Ba Lan, người Ukraina, người Slovenia, người Serb và người Croatia. Người Áo-Đức và người Hungary lần lượt chiếm 28% và 18% tổng quân số, còn người Slavơ chiếm đến 44% quân số, bên cạnh 8% là người România và 2% là người Ý.
Franz Künstler là người lính cuối cùng của Lục quân Áo-Hung qua đời vào tháng 5 năm 2008 ở tuổi 107.

## Lịch sử

### 1867-1914

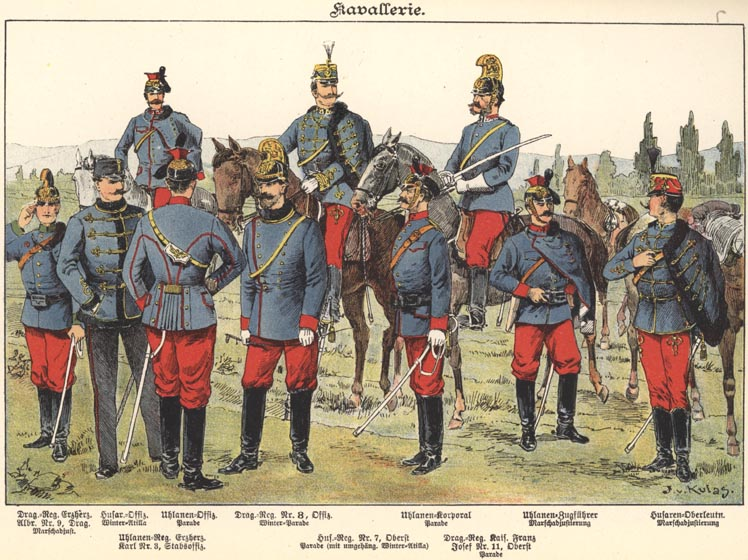
Hình vẽ kỵ binh Áo-Hung vào năm 1898

Trong thời kỳ 1867-1914, Đế quốc Áo-Hung không tham gia cuộc chiến lớn nào ngoại trừ các cuộc xung đột quân sự nhỏ. Tuy nhiên, bộ tham mưu quân sự nước này vẫn chuẩn bị kế hoạch cho các cuộc chiến tranh (nếu có) với các quốc gia láng giềng, đặc biệt là Ý, Serbia và Đế quốc Nga.
Cuối thế kỷ 19, lục quân Áo-Hung được huy động đàn áp các cuộc nổi dậy tại khu vực nội thành đế quốc: năm 1882 và 1887 tại Viên và đặc biệt là những người theo chủ nghĩa dân tộc Đức tại Graz và những người theo chủ nghĩa dân tộc Séc tại Prague vào tháng 11 năm 1897. Tại Trieste năm 1902, quân lính dưới quyền Conrad von Hötzendorf cũng được sử dụng để chống lại cuộc nỗi dậy của người Ý vào năm 1902.
Cuộc chiến lớn nhất mà Lục quân Áo-Hung tham gia trong giai đoạn này là chiến dịch tại Bosnia và Herzegovina vào mùa hè năm 1878. Khi lính Áo-Hung dưới quyền Josip Filipović và Stjepan Jovanović tiến vào khu vực này, họ dự tính sẽ không gặp hoặc gặp rất ít sự kháng cự nhưng thực tế người Hồi giáo và Chính Thống giáo Đông phương đã chống cự mạnh mẽ. Hậu quả là thương vong của Lục quân Áo-Hung sau chiến dịch lên đến hơn 5.000 người và sự khốc liệt không thể lường trước của chiến dịch đã khiến cho các chỉ huy quân sự và các nhà lãnh đạo chính trị trở nên bất đồng với nhau.

### Chiến tranh thế giới thứ nhất (1914-1918)

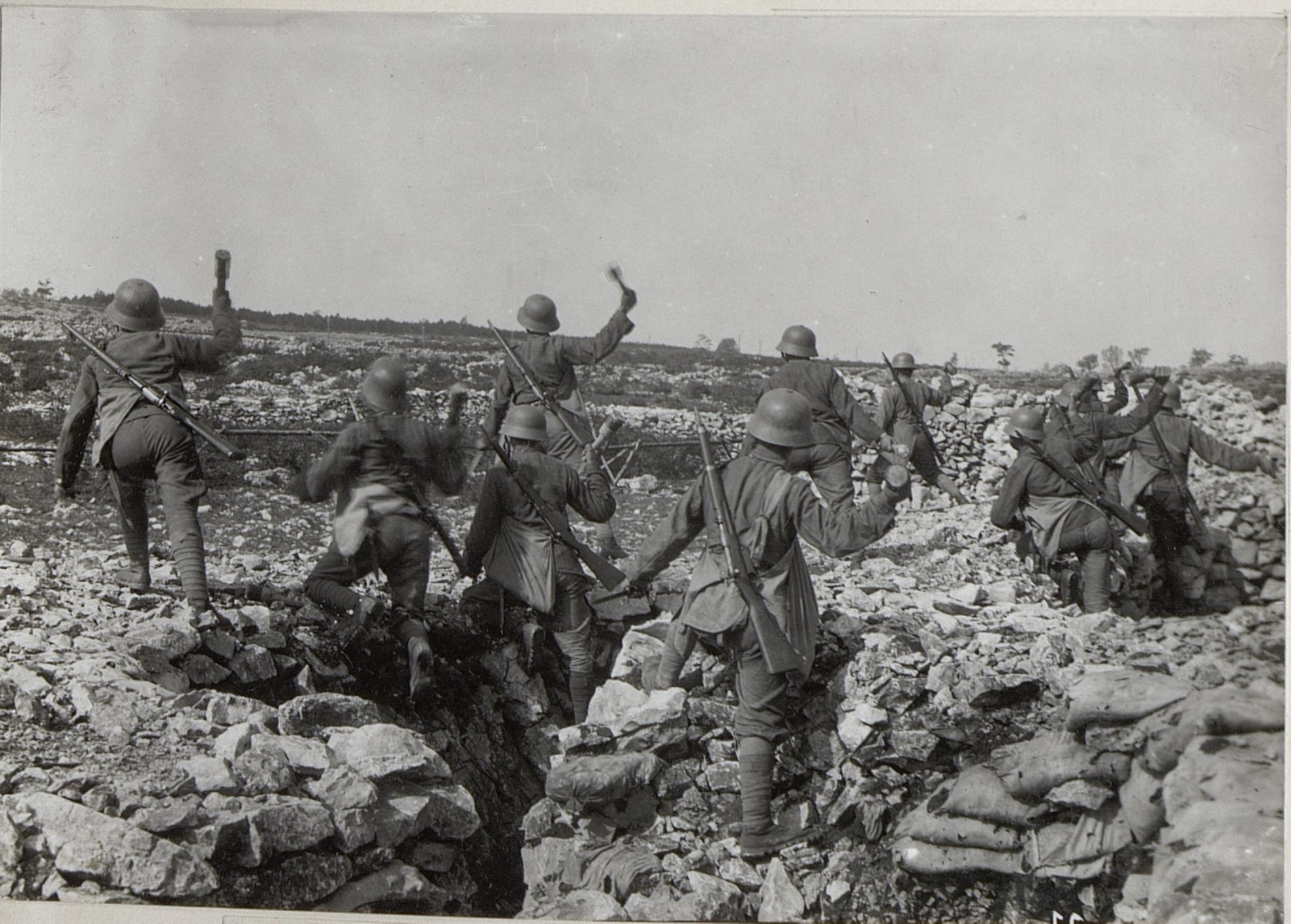
Lính Áo-Hung đang tấn công lính Ý tại mặt trận Isonzo năm 1917

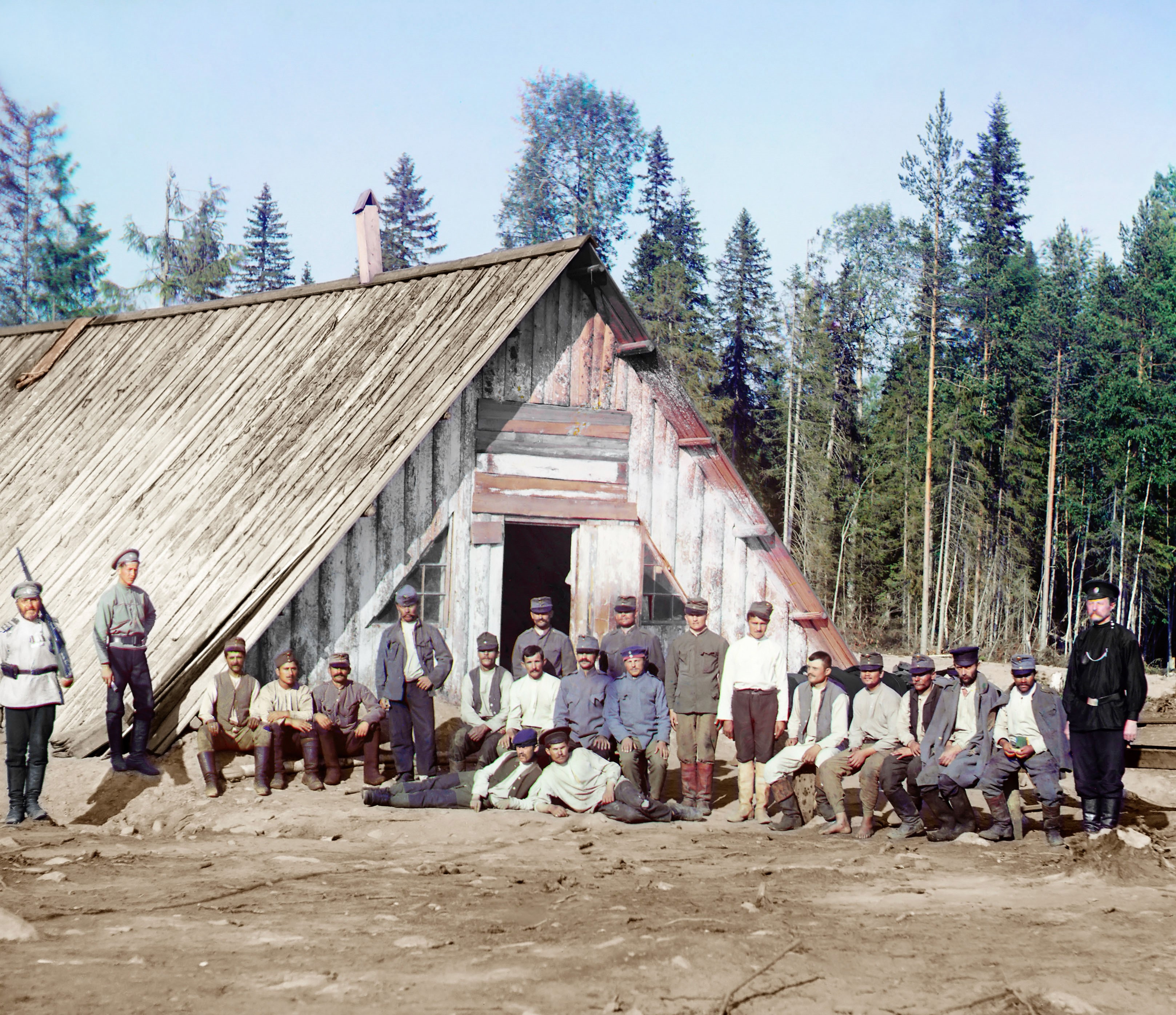
Tù binh Áo-Hung tại Nga năm 1915

Nguyên nhân trực tiếp dẫn đến việc Đế quốc Áo-Hung tuyên chiến với Serbia khiến cho Chiến tranh thế giới thứ nhất bùng nổ là vụ ám sát thái tử Áo-Hung Franz Ferdinand tại Sarajevo, Bosna.Trong phương án chiến lược xây dựng vào năm 1909, khi chiến tranh bùng nổ, trọng điểm của chiến lược là đối phó với Đế quốc Nga.
Trong Chiến tranh thế giới thứ nhất, Lục quân Đế quốc Áo-Hung đã phải chiến đấu trên nhiều mặt trận, gồm các mặt trận chính như sau:
- Chiến trường Balkan: bắt đầu từ ngày 28 tháng 7 năm 1914, đánh nhau với Serbia. Áo-Hung bị Serbia nhiều lần đánh bại trong năm 1914 như tại Trận Cer và Trận Kolubara, trước khi phối hợp cùng với Bulgaria và Đế quốc Đức chiếm toàn bộ Serbia vào cuối năm 1915.[8]
- Chiến trường phía Đông: bắt đầu từ tháng 8 năm 1914, đánh nhau với Đế quốc Nga. Sự thảm bại mà Áo-Hung phải gánh chịu trong mùa thu năm 1914 trước Nga đã loại quân đội nước này ra khỏi vai trò chủ yếu trên mặt trận này.[9] Mùa hè năm 1915, Áo-Hung với Đức giành thắng lợi lớn trong cuộc tấn công Gorlice-Tarnow nhưng đến năm 1916, thương vong cực kỳ lớn sau Cuộc tổng tấn công của Brusilov đã khiến Áo-Hung phải phụ thuộc nghiêm trọng vào quân Đức trên Mặt trận phía Đông và Bộ Tư lệnh Áo-Hung trên Mặt trận phía Đông coi như hợp nhất với Bộ Tư lệnh Đức. Ngày 3 tháng 3 năm 1918, Hòa ước Brest-Litovsk được ký kết, nước Nga Xô Viết rút khỏi chiến tranh và mặt trận phía Đông chấm dứt.
- Chiến trường Ý: bắt đầu từ ngày 23 tháng 5 năm 1915 khi Ý tuyên chiến với Áo.[10] Chiến sự tại đây kéo dài suốt ba năm rưỡi và ở trong tình trạng giằng co là chính dù quân Ý có quân số áp đảo Áo-Hung, nổi bật có Trận Caporetto nơi liên quân Đức, Áo-Hung gây ra thiệt hại 11.000 người chết, 20.000 người bị thương và bắt 275.000 tù binh cho quân đội Ý. Trận Vittorio Veneto từ cuối tháng 10 đến ngày 3 tháng 11 năm 1918 đã đánh dấu sự kết thúc của mặt trận Ý trong Chiến tranh thế giới thứ nhất cũng như sự tan rã của Đế quốc Áo-Hung.
- Chiến trường România: bắt đầu từ ngày 27 tháng 8 năm 1916, đánh nhau với România. România nhanh chóng bị liên quân Đức, Áo-Hung và Bulgaria đánh bại và đến ngày 6 tháng 12 năm 1916, thủ đô Bucharest của România đã bị phe Liên minh Trung tâm chiếm.[11]

Từ ngày 24 tháng 10 năm 1918, chính phủ Hungary đã bắt đầu lệnh cho lính Honvéd và lính Hungary trong Lục quân Liên hợp tại mặt trận Ý rút khỏi quân đội đế quốc và hồi hương ngay lập tức để bảo vệ Hungary từ phía nam. Ngày 3 tháng 11 năm 1918, hiệp định đình chiến giữa Áo-Hung và Ý đã được ký tại Villa Giusti và ngày này cũng chính thức đánh dấu sự chấm dứt của Quân đội Đế quốc Áo-Hung.

## Tuyển quân và quân số

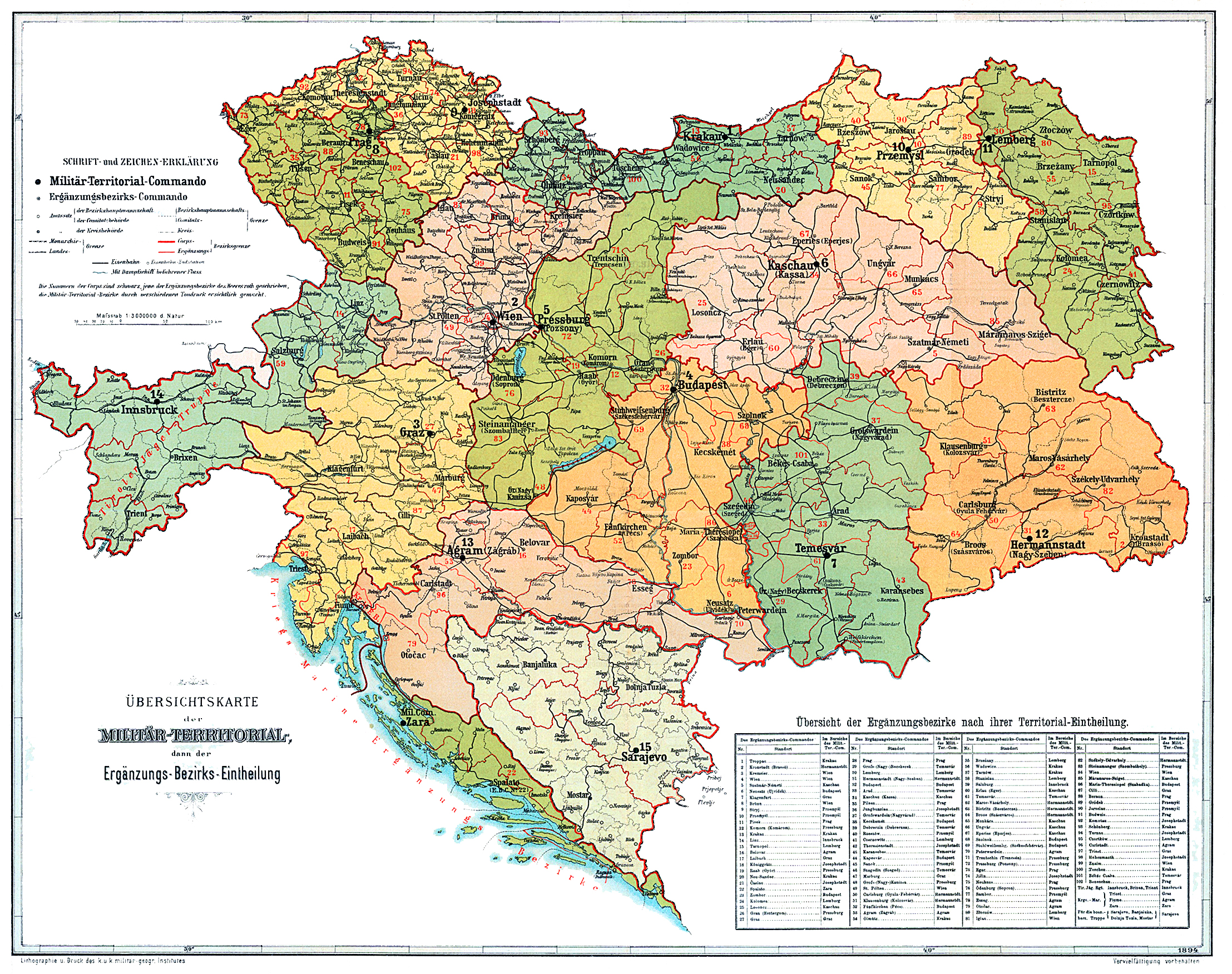
Bản đồ các quân khu Đế quốc Áo-Hung vào năm 1894

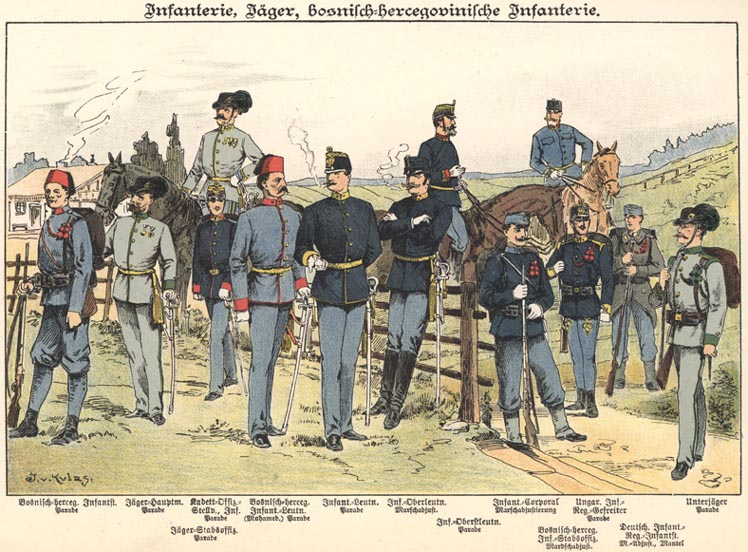
Hình vẽ bộ binh Áo-Hung vào năm 1898

Nghĩa vụ quân sự bắt buộc được áp dụng từ năm 1868, theo đó nam giới từ 18 đến 33 tuổi phải nhập ngũ. Năm 1868, quân số hiện dịch của lục quân Đế quốc là 255.000 và có thể lên đến 800.000 sau khi động viên. Tuy nhiên con số này nhỏ hơn so với các quốc gia khác của châu Âu như Pháp, Liên bang Bắc Đức hay Nga, mỗi quốc gia trên có thể huy động hơn một triệu quân. Dân số đế quốc tăng lên đến gần 50 triệu người vào năm 1900, nhưng quân số bị giới hạn bởi con số % dân số mà luật về nghĩa vụ quân sự năm 1889 đưa ra. Do đó, vào đầu thế kỷ 20, Áo-Hung chỉ gọi nhập ngũ được 0,29% dân số, trong khi con số này đối với Đức là 0,47% dân số, Nga là 0,35% và Pháp là 0,75%. Đã có nhiều lần tranh cãi giữa chính phủ Áo và Hungary về con số người gọi nhập ngũ mỗi năm phân chia giữa khu vực Áo và khu vực Hungary. Đến tận tháng 6 năm 1912, quốc hội Áo và Hungary mới sửa đổi luật nghĩa vụ quân sự cho phép gọi thêm người nhập ngũ. Theo đó, mỗi năm sẽ có 181.000 lính mới nhập ngũ, so với con số cũ 139.000 và mỗi năm mỗi tăng cho đến năm 1917 có 243.000 người nhập ngũ.
Trước năm 1912, mỗi người lính nghĩa vụ sẽ phục vụ quân đội ba năm (sau rút xuống còn hai năm trừ kỵ binh và pháo binh). Sau đó, những người lính này sẽ chuyển sang đơn vị dự bị cho đến khi phục vụ quân đội đủ 12 năm (trong thời gian này sẽ tham gia các đợt huấn luyện quân sự ngắn, tổng thời gian lâu nhất là 25 tuần) và sau cùng sẽ được chuyển về dân vệ, tại đây về lý thuyết họ sẽ vẫn bị gọi chiến đấu khi tổng động viên cho đến khi đủ 42 tuổi. Thực tế chỉ khoảng 1/3 số lính nghĩa vụ phục vụ trong Lục quân Liên hợp, còn lại là phục vụ tại các đơn vị địa phương hay đưa vào lực lượng dự phòng sau tám tuần được huấn luyện cơ bản. Việc lựa chọn vào Lục quân Liên hợp, Landwehr hay Honvéd dựa vào kết quả bốc thăm. Những người không đủ điều kiện vào Lục quân Liên hợp, Landwehr hay Honvéd sẽ được đưa vào các đơn vị dự bị Ersatz để huấn luyện quân sự cơ bản cho đến khi đủ 33 tuổi sẽ chuyển sang dân vệ.
Sĩ quan Áo-Hung thường được lấy từ các trường sĩ quan hoặc học viện quân sự, trừ trường hợp của những người tình nguyện nhập ngũ một năm và sau đó xin ở lại quân ngũ. Tổng cộng có 14 trường sĩ quan, trong đó 11 trường cung cấp sĩ quan cho Lục quân Liên hợp, ba trường cho Honvéd/Landwehr và bốn học viện quân sự lần lượt cung cấp sĩ quan cho bộ binh và kỵ binh của Lục quân Liên hợp; các đơn vị kỹ thuật; Honvéd và Landwehr. Trung bình cứ 18 người lính thì có một sĩ quan. Khó khăn trong việc tuyển mộ học viên sĩ quan là mức lương thấp, do đó số học viên sĩ quan giảm dần theo thời gian. Từ năm 1897 đến năm 1913, số học viên sĩ quan giảm từ 3.333 người xuống còn 1.864 người.
Cả đế quốc được chia thành 16 quân khu, mỗi quân khu làm nhiệm vụ tuyển mộ và duy trì một quân đoàn, trong đó tám quân khu tại Áo, sáu tại Hungary, một tại Bosnia-Herzegovina và một tại Dalmatia. 16 quân khu này lại được chia thành 112 tiểu quân khu làm nhiệm vụ tuyển mộ binh lính.
Đến trước khi chiến tranh bùng nổ, quân số Lục quân Đế quốc đạt đến con số 415.000 người. Tuy nhiên khi chiến tranh xảy ra, sau khi tổng động viên, quân số tăng lên đến 3.350.000 quân nhưng số lượng thực tế có thể chiến đấu chỉ là 1.421.000 quân. Chiến tranh diễn ra cũng là lúc các hạn chế trong việc tuyển quân trước thời chiến bị dỡ bỏ. Tuổi tối đa có thể phục vụ quân đội cũng tăng từ 42 lên 50 và sau đó là 55. Đề bù đắp cho thương vong chiến trường, số quân y bị cắt giảm, người dưới 18 tuổi tình nguyện nhập ngũ cũng được cho phép và sử dụng cả người nước ngoài như Quân đoàn Ba Lan rồi thương binh sau khi hồi phục cũng phải quay lại chiến trường.

## Cơ cấu tổ chức

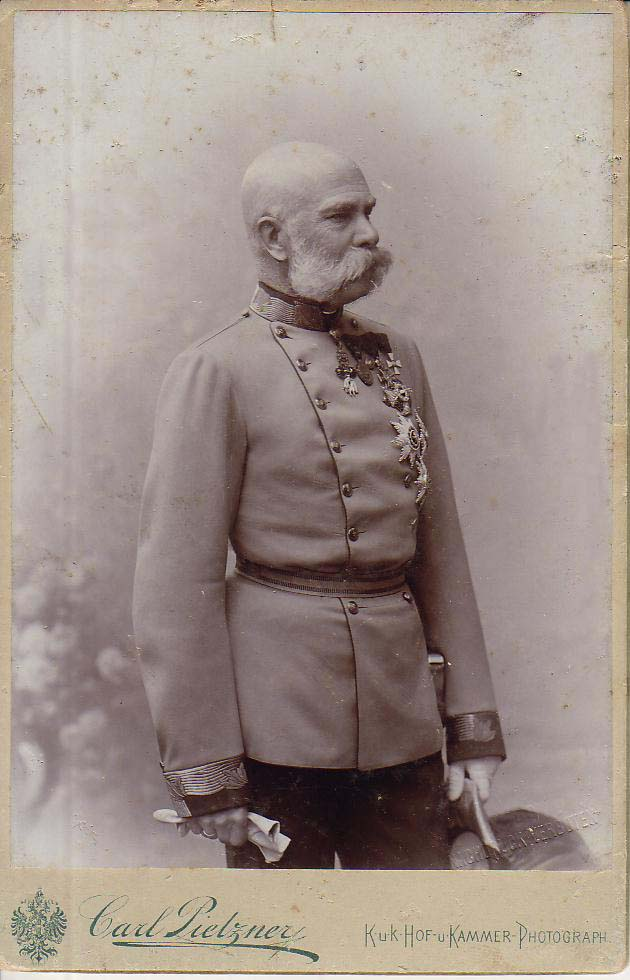
Hoàng đế Franz Joseph, tổng tư lệnh Quân đội Đế quốc Áo-Hung giai đoạn 1867-1916

Đế quốc Áo-Hung là một nền quân chủ nhị nguyên kết hợp giữa Đế quốc Áo và Vương quốc Hungary theo Thỏa hiệp 1867: Áo và Hungary có chính sách đối nội riêng nhưng thống nhất về chính sách đối ngoại nên lục quân nước này được cấu thành từ ba lực lượng độc lập về quản lý, tài chính nhưng có sự liên kết với nhau trong chiến tranh là Lục quân Liên hợp (Tiếng Đức: Gemeinsame Armee), lực lượng chung của Áo và Hungary tuyển mộ từ khắp đế quốc; Lục quân Áo (Tiếng Đức: k.k. Landwehr) tuyển mộ từ vùng Cisleithania, vùng nói tiếng Đức của đế quốc; và Lục quân Hungary (Tiếng Hungary: Magyar Királyi Honvédség) tuyển mộ từ vùng Transleithania. Trên danh nghĩa, Lục quân Liên hợp đảm nhiệm vai trò là lực lượng chiến đấu chính khi đế quốc tham gia vào các cuộc xung đột quân sự trong khi Landwehr và Honvéd ban đầu dự định chỉ sử dụng để phòng thủ tại khu vực nhưng từ thế kỷ XX hai lực lượng này cũng trở thành một phần của lực lượng chiến đấu. Ba lực lượng lục quân này quản lý bởi ba bộ khác nhau: Bộ Chiến tranh Đế quốc (Tiếng Đức: K.u.k. Kriegsminister) quản lý Lục quân Liên hợp còn Landwehr và Honved lần lượt quản lý bởi Bộ Quốc phòng Áo (k.k. Ministerium für Landesverteidigung) và Hungary (K.u. Honvédministerium). Toàn bộ các lực lượng vũ trang của Đế quốc Áo-Hung đặt dưới sự chỉ huy của hoàng đế (Kaiser) Franz Joseph từ năm 1867 cho đến ngày 21 tháng 11 năm 1916 khi ông băng hà, sau đó là hoàng đế Karl I cho đến khi đế quốc tan rã vào ngày 3 tháng 11.
Vào năm 1914, sau khi tổng động viên, lục quân Áo-Hung có trong tay tổng cộng sáu tập đoàn quân, từ 1 đến 6, trong đó Tập đoàn quân 1, 3 và 4 (sau đó là Tập đoàn quân số 2) đóng tại Galicia chống lại Nga còn Tập đoàn quân 5 và 6 đóng tại Balkan. Về số quân đoàn, năm 1914 Áo-Hung có tổng cộng 18 quân đoàn (16 quân đoàn được thành lập từ trước Chiến tranh thế giới thứ nhất). Thông thường, một quân đoàn có từ hai đến ba sư đoàn bộ binh, cùng với kỵ binh và các đơn vị kỹ thuật.
Số tập đoàn quân và quân đoàn nói trên bao gồm 50 sư đoàn bộ binh (93 lữ đoàn bộ binh, 9 lữ đoàn sơn cước và 44 lữ đoàn pháo dã chiến), 11 sư đoàn kỵ binh và một số lữ đoàn bộ binh, sơn cước, dân vệ khác. Đến năm 1916, số quân đoàn tăng lên đến con số 27 (có một quân đoàn kỵ binh) bao gồm 69 sư đoàn bộ binh (bao gồm 111 lữ đoàn bộ binh, 4 bán lữ đoàn bộ binh, 23 lữ đoàn sơn cước và 64 lữ đoàn pháo dã chiến), ngoài ra còn có thêm 13 lữ đoàn bộ binh và 8 lữ đoàn sơn cước, 11 sư đoàn kỵ binh, 3 lữ đoàn kỵ binh và 3 lữ đoàn dân vệ.
Vào năm 1915, Conrad von Hötzendorf, tham mưu trưởng quân đội và các sĩ quan tham mưu của ông đã đề xuất kế hoạch cải tổ toàn diện quân đội nước này để phù hợp với điều kiện chiến tranh. Theo đó số lượng quân đoàn và sư đoàn sẽ thay đổi nhưng một sư đoàn bộ binh vẫn bao gồm 16 tiểu đoàn. Sau khi Conrad bị bãi chức vào ngày 1 tháng 3 năm 1917, người kế nhiệm Arthur Arz von Straußenburg tiếp tục kế hoạch cải tổ này. Theo đó, thông thường một trung đoàn có từ bốn hoặc hơn bốn tiểu đoàn khiến cho việc chỉ huy trở nên khó khăn do đó cấu trúc mới đã được trình làng theo đó một trung đoàn chỉ gồm ba tiểu đoàn giúp cho tổng số trung đoàn tăng lên con số 139. Quân số tối thiểu của một sư đoàn là là 6.040 người, bao gồm 4.680 lính bộ binh, 960 lính pháo binh, 300 lính kỹ thuật và 100 lính không quân. Các đơn vị kỵ binh bị chuyển sang bộ binh với số lượng lớn và pháo binh cũng tái cấu trúc lại.

## Thành phần dân tộc và tôn giáo

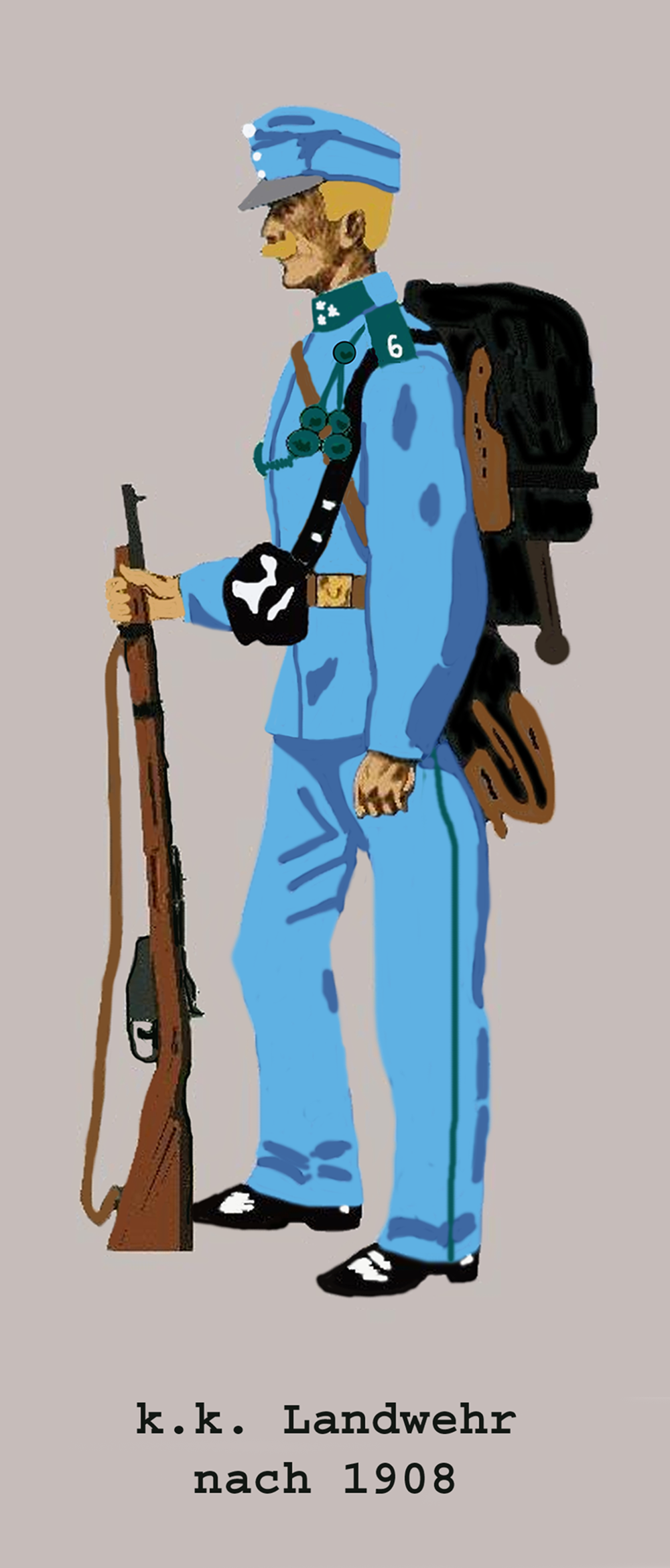
Một người lính bộ binh Áo trong bộ quân phục sau năm 1908

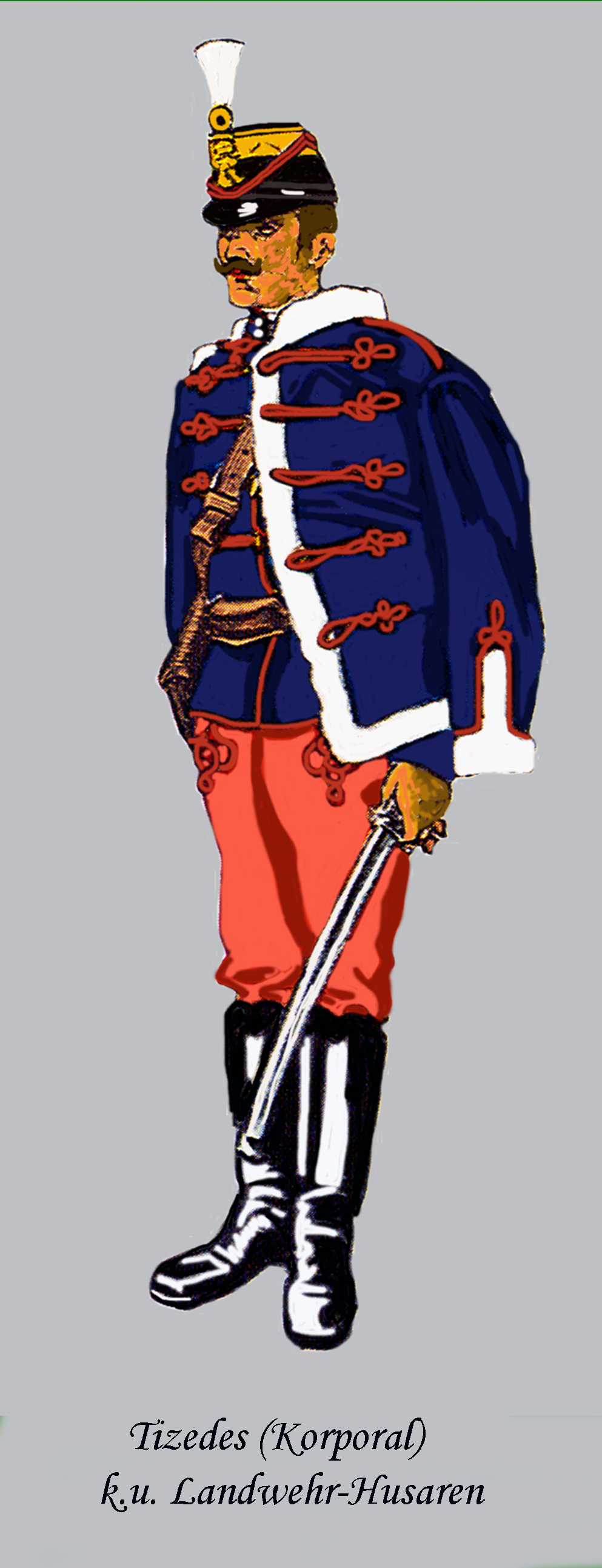
Một người lính kỵ binh Hussar Hungary thuộc Honvéd

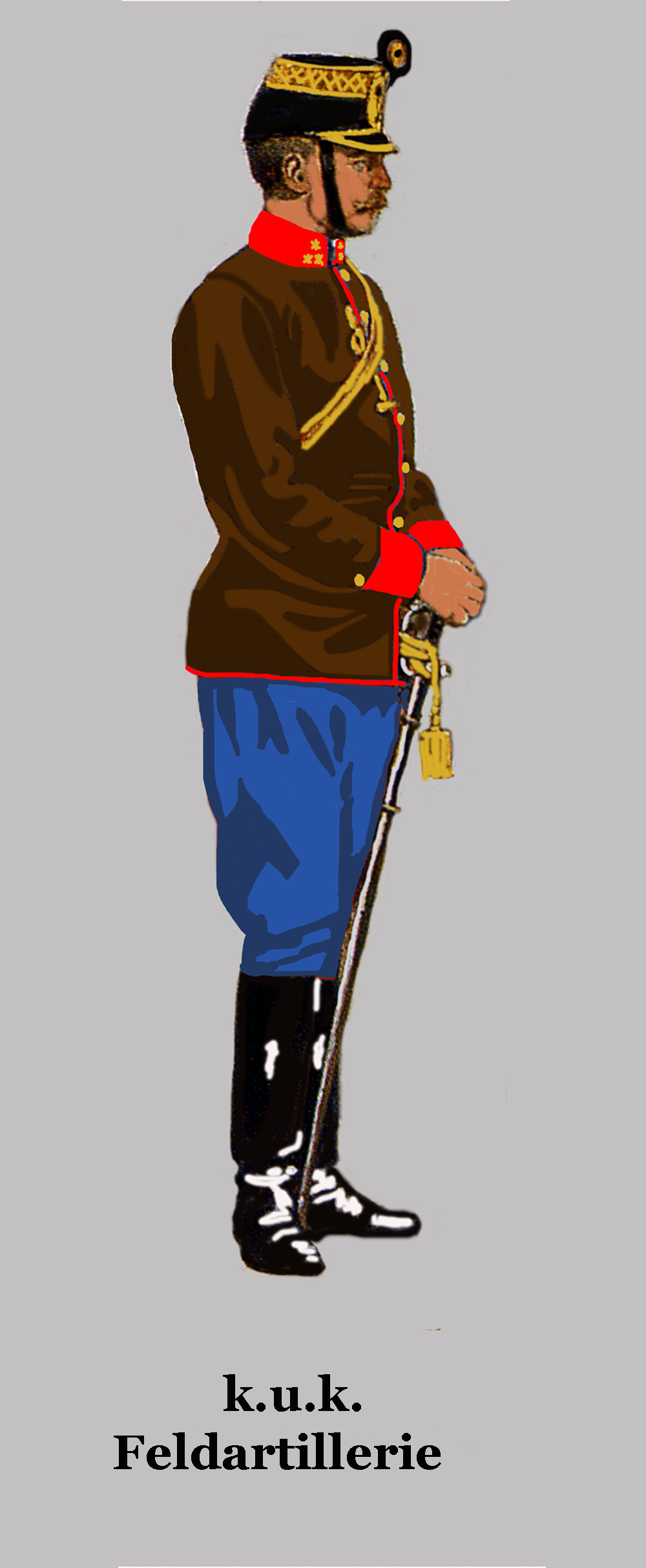
Quân phục một sĩ quan pháo binh Áo-Hung năm 1910

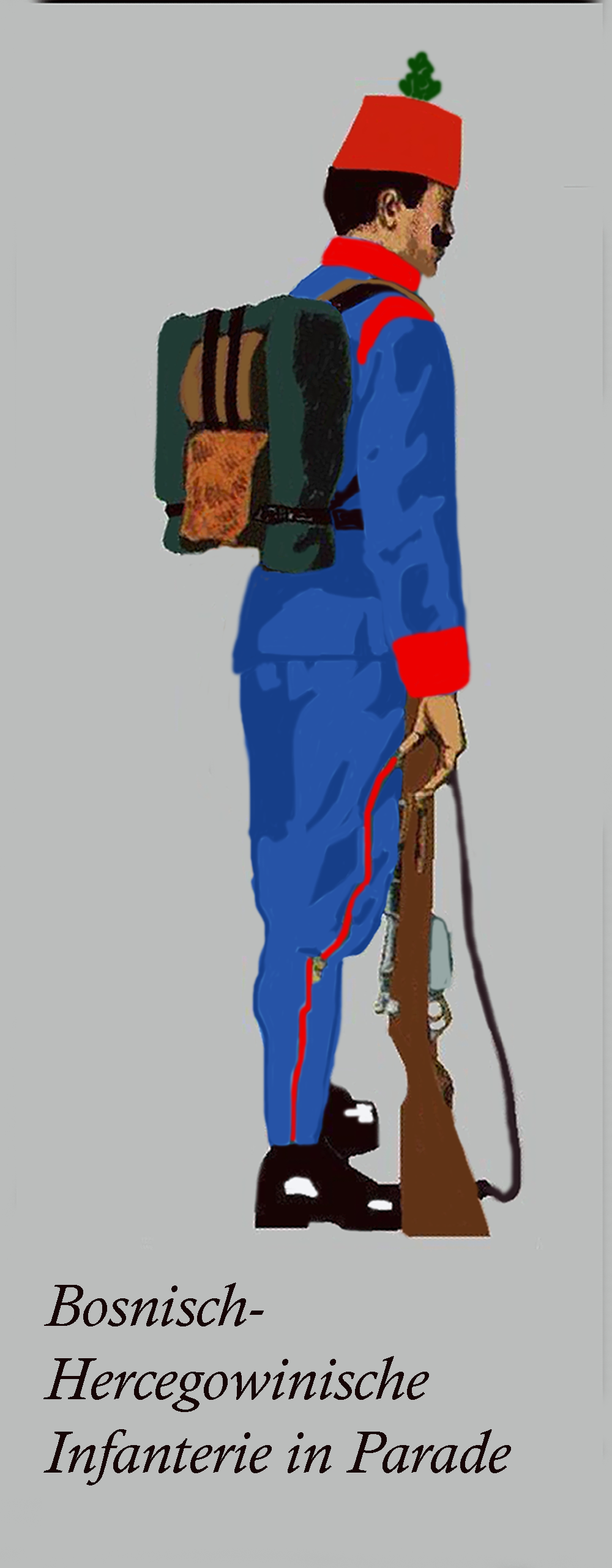
Một người lính Bosnia và Herzegovinia trong quân phục diễu binh

Thành phần dân tộc đa dạng của Đế quốc Áo-Hung cũng dẫn đến tính chất đa dân tộc của lục quân nước này. Như vào năm 1906, trong số 1.000 người lính nhập ngũ có 267 người Đức, 223 người Hungary, 135 người Séc, 85 người Ba Lan, 81 người Ruthenia (hay người Ukraina), 67 người Croatia và người Serb, 64 người România, 38 người Slovakia, 26 người Slovenia và 14 người Ý. Thành phần dân tộc trong các đơn vị cũng khác nhau khi người Hungary, người Séc và người Đức thường được sử dụng trong các đơn vị kỵ binh, pháo binh và các đơn vị kỹ thuật trong khi người Slavơ chiếm đến 67% số bộ binh. Các binh sĩ người Áo và Hungary thể hiện là đáng tin cậy trong chiến đấu hơn người Slavơ đặc biệt tại mặt trận phía Đông từ giữa năm 1916 và tinh thần chiến đấu yếu nhất là người Séc, thường có xu hướng đầu hàng quân Nga. Khi chiến tranh lan rộng ra nhiều chiến trường dẫn đến nhiều đối thủ mới, Áo-Hung cũng phải cho hoán đổi vị trí các đơn vị tham chiến vì lý do dân tộc, như khi România theo phe phe Hiệp ước chống lại Áo-Hung, người Áo/România phải bị rút khỏi mặt trận Đông Nam châu Âu hay lính Áo-Hung gốc Ý cũng không được phép sử dụng tại mặt trận Ý.
Về thành phần dân tộc của các sĩ quan, thông thường số sĩ quan gốc Đức/Áo chiếm 1/3 số lượng sĩ quan chuyên nghiệp. Theo số liệu thống kê vào năm 1911 trên tổng số 98 tướng lĩnh và 17.811 sĩ quan của Lục quân Đế quốc, thành phần dân tộc của sĩ quan như sau: 76,1% là người Đức, 10,7% là người Hungary và 5,2% là người Séc. Đối với sĩ quan dự bị, tỷ lệ này là 56,8% người Đức, 24,5% người Hungary và 10,6% người Séc.
Ngôn ngữ sử dụng cũng là vấn đề khi thông thường một trung đội trưởng không thể hiểu ngôn ngữ của binh lính dưới quyền mình. Việc sử dụng tiếng Đức hay tiếng Hungary để làm ngôn ngữ ra mệnh lệnh trong quân đội cũng là vấn đề tranh cãi gần 10 năm trước khi Chiến tranh thế giới thứ nhất diễn ra và sau cùng tiếng Đức vẫn giữ vị trí ngôn ngữ ra mệnh lệnh. Để giải quyết tình trạng đa ngôn ngữ trên, nhiều biện pháp đã được đưa ra như học viên sĩ quan tại Học viện Quân sự Maria Therasa ở Wiener Neustadt và Học viện Kỹ thuật Quân sự ở Viên phải học hai bên ngữ khác của đế quốc bên cạnh tiếng Đức. Gần một nửa số sĩ quan của Lục quân Liên hợp có thể nói tiếng Séc bên cạnh tiếng Đức. Ngoài ra, mỗi người lính sau khi nhập ngũ sẽ được dạy tám mươi từ tiếng Đức căn bản để hiểu mệnh lệnh. Bất kỳ đơn vị nào có từ 20% một nhóm dân tộc trở lên thì mệnh lệnh sẽ buộc phải đưa ra theo ngôn ngữ của nhóm dân tộc đó. Theo ước tính, có 163 đơn vị sử dụng hai ngôn ngữ, 24 đơn vị sử dụng ba ngôn ngữ và một số đơn vị phải sử dụng đến bốn hoặc cả năm ngôn ngữ.
Về thành phần tôn giáo của lục quân Áo-Hung cũng đa dạng và phức tạp, đơn cử qua thành phần tôn giáo của các sĩ quan lục quân. Hầu hết các sĩ quan Lục quân Áo-Hung là người theo Công giáo La Mã. Vào năm 1896, trong sô 1.000 sĩ quan có 791 người theo Công giáo La Mã, 86 người theo Đạo Tin Lành, 84 người theo Do Thái giáo, 39 người theo Chính thống giáo Hy Lạp và một người theo Chính Thống giáo Đông phương. Trong số các lực lượng lục quân của các cường quốc châu Âu trước Chiến tranh thế giới thứ nhất, lục quân Áo-Hung gần như là lực lượng duy nhất thường xuyên cất nhắc người Do Thái vào các vị trí chỉ huy quân đội. Trong khi dân số người Do Thái chỉ chiếm 5% dân số đế quốc, người Do Thái chiếm đến gần 18% số sĩ quan trù bị. Không hề có rào cản chính thức nào cho người Do Thái trong việc gia nhập lục quân, tuy nhiên nhiều nhân vật đứng đầu quân đội như Conrad von Hötzendorf và Thái tử Franz Ferdinand đã có lúc biểu hiện thái độ chống người Do Thái. Franz Ferdinand còn bị Conrad kết tội là có sự phân biệt đối xử chống lại các sĩ quan theo Đạo tin lành.

## Ngân sách
Vào năm 1867, ngân sách dành cho quân đội chiếm 25% tổng số khoản chi ngân sách tuy nhiên khủng hoảng kinh tế diễn ra vào năm 1873 khiến cho các quan sát viên quân sự nước ngoài phải đặt câu hỏi liệu đế quốc có thể tham gia vào một cuộc chiến tranh lớn mà không có sự viện trợ. Mặc dù ngân sách được tăng cường trong các thập niên 1850 và 1860, trong nửa cuối thế kỷ XIX, mức chi tiêu cho lục quân của Áo-Hung vẫn khiêm tốn hơn quân đội các cường quốc châu Âu khác. Từ năm 1895 đến 1906, ngân sách cho lục quân tiếp tục tăng lên nhưng tính trên tỉ lệ đầu người vẫn thua cả Ý và chỉ ngang bằng Nga. Tổng chi tiêu cho lục quân, hải quân và dân quân vào năm 1912 của Áo-Hung chỉ chiếm có 2,5% tổng thu nhập quốc dân vào năm 1912, trong khi Nga, Ý và Đức vào năm 1912 chi đến 5% tổng thu nhập quốc dân cho quân đội. Áo-Hung do đó trở thành cường quốc châu Âu có tỷ lệ chi tiêu cho quân đội thấp nhất.

## Trang bị

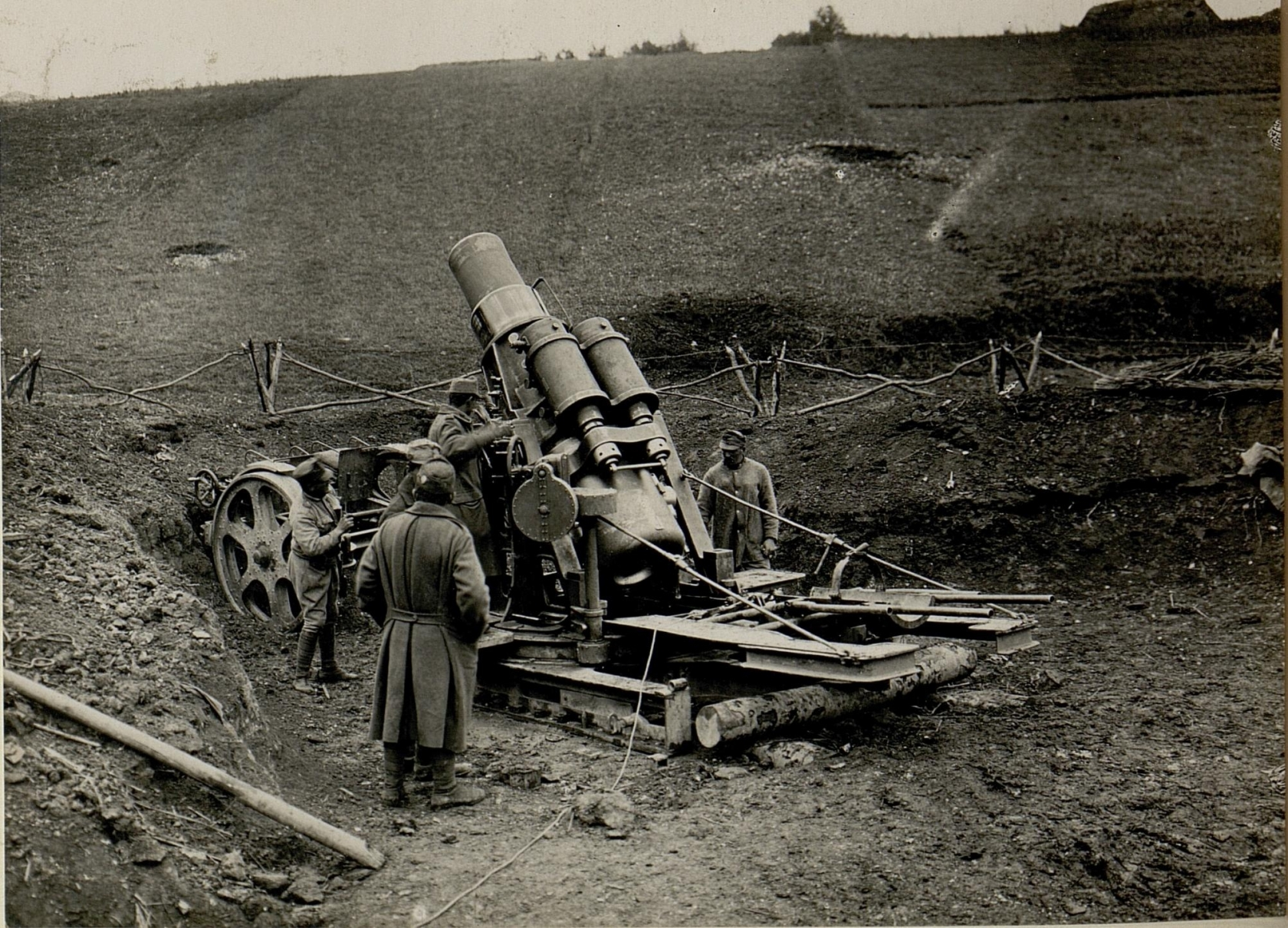
Súng cối Áo-Hung 30,5 cm tại Brzezanyin năm 1915

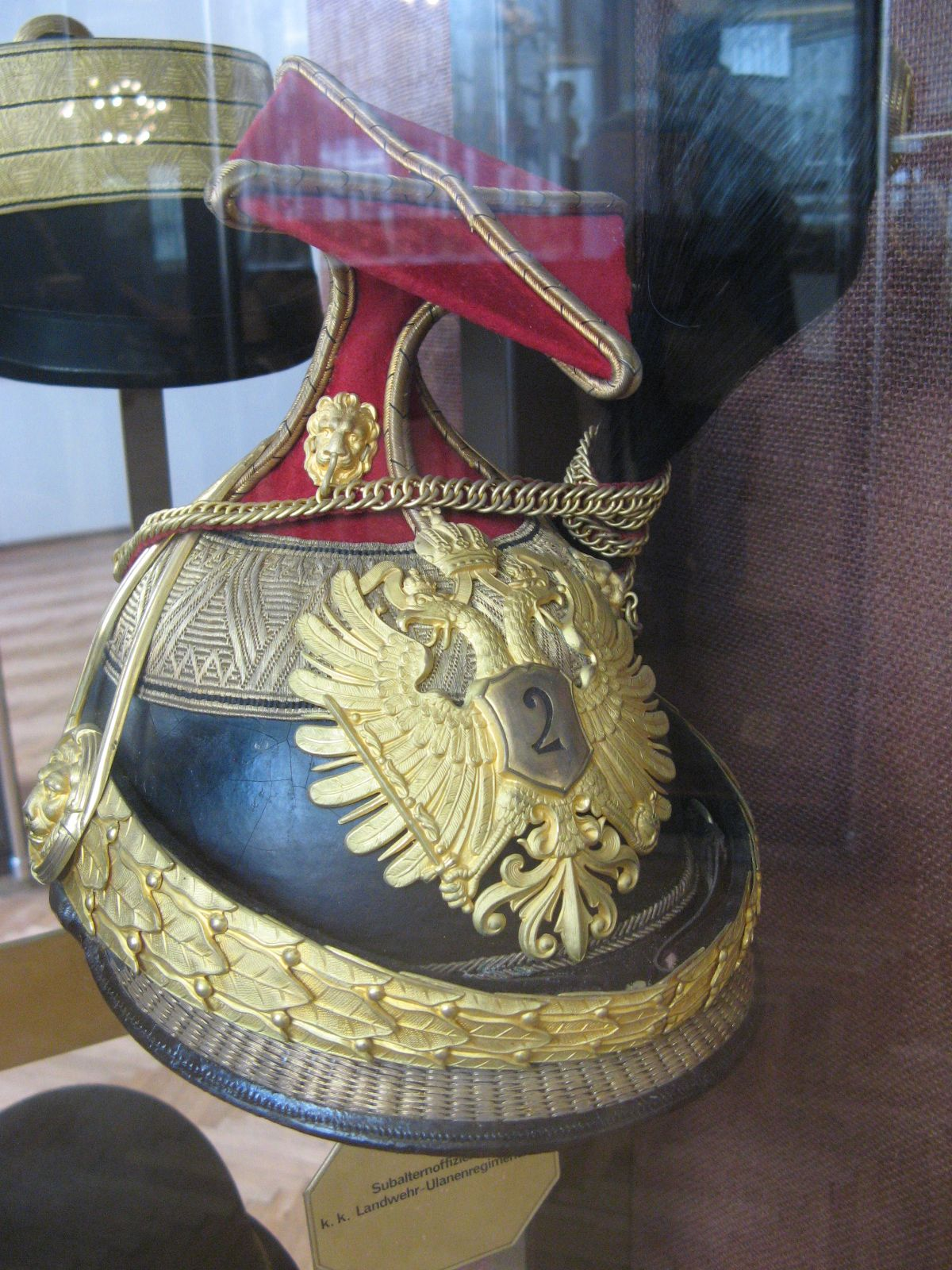
Mũ Czapka của một sĩ quan kỵ binh thuộc Landwehr trưng bày tại Bảo tàng Lịch sử Quân sự Viên

Trong Chiến tranh thế giới thứ nhất, trang bị của quân đội Áo-Hung là không thống nhất và tùy theo từng trung đoàn. Vào đầu thế chiến, Lính Áo-Hung được trang bị tốt hơn không nhiều so với lính Nga. Về quân phục, từ năm 1866, quân phục trắng truyền thống đã được thay thế bằng xanh đậm cho đến tận đầu thế kỷ XX. Đến năm 1908, tin rằng chiến tranh trong tương lai sẽ diễn ra tại Balkan, quân phục mới màu xám xanh dương (hechtgrau) bắt đầu được đưa vào sử dụng. Đến tháng 9 năm 1915, quân phục xám dã chiến (hay xám xanh lá nhạt) được sử dụng làm quân phục chính thức (feldgrau). Tuy nhiên trên thực tế vào mùa hè năm 1914, quân phục xám xanh dương chỉ được cấp cho các binh sĩ tuyến đầu của Lục quân Liên Hợp, Landwehr và Honvéd. Nhiều đơn vị ra mặt trận phải mặc trang phục dân sự với băng tay ở phía tay trái để biết là quân chính quy. Riêng kỵ binh Áo-Hung chỉ bắt đầu sử dụng quân phục mới từ cuối năm 1915 và trong năm 1914 họ vẫn có quân phục riêng đặc biệt như mũ sắt, mũ shako hay mũ czapka và quần áo nhiều màu sắc. Một số sĩ quan chuyên nghiệp Áo-Hung còn tự bỏ tiền ra mua quân phục và trang bị cho bản thân như áo khoác, súng lục, ống nhòm, giày,... Đầu Chiến tranh thế giới thứ nhất, những sĩ quan Áo-Hung còn mang những đặc điểm dễ nhận thấy trên chiến trường như giải vải choàng chéo qua vai, túi đeo thắt lưng, ghệt da thuộc, giày cổ cao và mang gươm khiến họ dễ dàng trở thành mục tiêu để tiêu diệt của các xạ thủ đối phương. Do đó, từ tháng 9 năm 1914, Đại công tước Friedrich đã phải yêu cầu các sĩ quan không mang ghệt da thuộc và mang gươm tại chiến trường nữa.
Cũng như quân đội các nước khác, sức mạnh hỏa lực quân đội Áo-Hung cũng được gia tăng theo cường độ cuộc thế chiến và trang bị ngày càng kỹ càng hơn. Từ năm 1916, đại đội kỹ thuật với súng cối, lựu đạn, điện thoại, đèn pha được bổ sung vào mỗi tiểu đoàn. Cũng trong cùng năm, số súng máy của một trung đoàn tăng từ tám khẩu lên mười sáu khẩu. Một năm sau đó, con số này tăng lên hai mươi bốn và mỗi tiểu đoàn có một trung đội với tám súng máy hạng nhẹ. Vào năm 1914, các loại pháo sử dụng được đánh giá là lỗi thời, đặc biệt là lựu pháo cấp sư đoàn 90mm và 105mm, trừ hai mươi bốn lựu pháo 305mm. Trong năm 1915-16, các loại pháo mới được đưa ra chiến trường gồm sơn pháo 75mm, pháo dã chiến và lựu pháo 100mm và 105mm. Lựu đạn được lính Áo sử dụng bắt đầu từ ngày 1 tháng 3 năm 1915. Từ nửa cuối năm 1916, mũ sắt bắt đầu thay thế cho mũ vải trên chiến trường và Áo là cường quốc cuối cùng áp dụng biện pháp bảo vệ này cho binh lính của mình.

## Quân hàm và cấp hiệu
| Bộ binh | Kỵ binh                                                   | Pháo binh                                         | Kaiserjäger                    | Cấp hiệu | Cấp hiệu lính sơn cước Gebirgsjäger |
| --- | --------------------------------------------------------- | ------------------------------------------------- | ------------------------------ | -------- | ----------------------------------- |
| Binh sĩ |                                                           |                                                   |                                |          |                                     |
| Infanterist / Honvéd (Tiếng Hungary) Szeregowy (Tiếng Ba Lan)/Vojín (Tiếng Séc) Soldat (Tiếng România) (Private/Trooper/Gunner/Rifleman)                                                       | Dragoon Hussar Ulan                                       | Kanonier                                          | Jäger Myslivec                 |          |                                     |
| Gefreiter / Őrvezető (Tiếng Hungary)/ Svobodník (Tiếng Séc)/ Fruntaș (Tiếng România) Caporale (Tiếng Ý) (Binh nhì)                                                                             | Gefreiter                                                 | Vormeister Főtűzér                                | Patrouillenführer Járőrvezető  |          |                                     |
| Hạ sĩ quan |                                                           |                                                   |                                |          |                                     |
| Korporal / Tizedes (Tiếng Hungary)/ Kapral (Tiếng Ba Lan)/Desátník (Tiếng Séc) Caporal (Tiếng România) (Hạ sĩ)                                                                                 | Korporal                                                  | Geschütz-Vormeister                               | Unterjäger                     |          |                                     |
| Zugsführer / Szakaszvezető (Tiếng Hungary) Sierżant (Tiếng Ba Lan)/Četař (Tiếng Séc) Sergent (Tiếng România) (Master Corporal/Lance Sergeant)                                                  | Zugsführer                                                | Zugsführer                                        | Zugsführer                     |          |                                     |
| Feldwebel / Őrmester (Tiếng Hungary) Šikovatel (Tiếng Séc) Plutonier (Tiếng România)/ Starszy Sierzant (Polish) (Trung sĩ)                                                                     | Wachtmeister Strážmistr                                   | Feuerwerker                                       | Oberjäger                      |          |                                     |
| Kadett-Feldwebel / Kadétőrmester (Tiếng Hungary) (Hadapród) (Trung sĩ học viên; Học viên sau năm 1908)                                                                                         | Kadett-Wachtmeister (Kadett)                              | Kadett-Feuerwerker (Kadett)                       | Kadett-Oberjäger (Kadett)      |          |                                     |
| Stabs-Feldwebel / Törzsőrmester (Tiếng Hungary) / Štábní šikovatel (Tiếng Séc)/ Sierżant-Major(Tiếng Ba Lan) (Trung sĩ tham mưu sau năm 1913 - quân hàm cho đến năm 1914)                      | Stabs-Wachtmeister                                        | Stabs-Feuerwerker                                 | Stabs-Oberjäger                |          |                                     |
| Stabs-Feldwebel / Törzsőrmester (Tiếng Hungary) / Štábní šikovatel(Tiếng Séc)/ Plutonier-major (Tiếng România) Sierżant-Major (Tiếng Ba Lan)(Trung sĩ tham mưu, quân hàm sau năm 1914)         | Stabs-Wachtmeister                                        | Stabs-Feuerwerker                                 | Stabs-Oberjäger                |          |                                     |
| Offiziersstellvertreter / Tiszthelyettes (Tiếng Hungary)/ Důstojnický zástupce(Tiếng Séc) Locțiitor de ofițer (Tiếng România) (Chuẩn úy [II])                                                  | Offiziersstellvertreter                                   | Offiziersstellvertreter                           | Offiziersstellvertreter        |          |                                     |
| Học viên sĩ quan |                                                           |                                                   |                                |          |                                     |
| Kadett-Offiziersstellvertreter Hadapród-Tiszthelyettes (Tiếng Hungary) (Các tên sử dụng cho đến 1908 cho học viên sĩ quan)                                                                     | Kadett-Offiziersstellvertreter                            | Kadett-Offiziersstellvertreter                    | Kadett-Offiziersstellvertreter |          |                                     |
| Fähnrich (ab 1908) / Zászlós (Tiếng Hungary) Stegar (Tiếng România)/ Praporčík (Tiếng Séc) / Zastavnik (Tiếng Croatia)/ Chorazy (Tiếng Ba Lan) (Các tên sử dụng sau 1908 cho học viên sĩ quan) | Fähnrich                                                  | Fähnrich                                          | Fähnrich                       |          |                                     |
| Sĩ quan cấp thấp |                                                           |                                                   |                                |          |                                     |
| Leutnant / Hadnagy (Tiếng Hungary)/ Podporucznik(Polish) Locotenent (Tiếng România) (Thiếu úy)                                                                                                 | Leutnant                                                  | Leutnant                                          | Leutnant                       |          |                                     |
| Oberleutnant / Főhadnagy (Tiếng Hungary) Locotenent-major (Tiếng România) / Porucznik(Polish) (Trung úy)                                                                                       | Oberleutnant                                              | Oberleutnant                                      | Oberleutnant                   |          |                                     |
| Đại úy |                                                           |                                                   |                                |          |                                     |
| Hauptmann / Százados (Tiếng Hungary)/ Kapitan (Tiếng Ba Lan) Căpitan (Tiếng România)/ Capitano (Tiếng Ý) (Đại úy)                                                                              | Rittmeister                                               | Hauptmann                                         | Hauptmann                      |          |                                     |
| Sĩ quan tham mưu |                                                           |                                                   |                                |          |                                     |
| Major / Őrnagy (Tiếng Hungary)/ Maior (Tiếng România) Maggiore (Tiếng Ý) (Thiếu tá) | Major                                                     | Major                                             | Major                          |          |                                     |
| Oberstleutnant / Alezredes (Tiếng Hungary) Locotenent-colonel (Tiếng România) / Potpukovnik (Tiếng Croatia) (Trung tá)                                                                         | Oberstleutnant                                            | Oberstleutnant                                    | Oberstleutnant                 |          |                                     |
| Oberst / Ezredes (Tiếng Hungary)/ Colonel (Tiếng România)/ Pulkownik(Tiếng Ba Lan) (Đại tá) | Oberst                                                    | Oberst                                            | Oberst                         |          |                                     |
| Tướng |                                                           |                                                   |                                |          |                                     |
| Generalmajor / Vezérőrnagy (Tiếng Hungary) General-maior (Tiếng România)/ Maggiore Generale (Tiếng Ý) (Chuẩn tướng)                                                                            |                                                           |                                                   |                                |          |                                     |
| Feldmarschalleutnant / Altábornagy (Tiếng Hungary) (Thiếu tướng) |                                                           |                                                   |                                |          |                                     |
| General der Infanterie Gyalogsági tábornok (Tiếng Hungary) (Tướng Bộ binh) | General der Kavallerie Lovassági tábornok (Tướng Kỵ binh) | Feldzeugmeister / Táborszernagy (Tướng Pháo binh) |                                |          |                                     |
| Generaloberst / Vezérezredes (Tiếng Hungary) (Đại tướng) (từ năm 1915) |                                                           |                                                   |                                |          |                                     |
| Feldmarschall / Tábornagy (Tiếng Hungary) Mareșal (Tiếng România) (Thống chế) |                                                           |                                                   |                                |          |                                     |